# اکتشافات معدنی

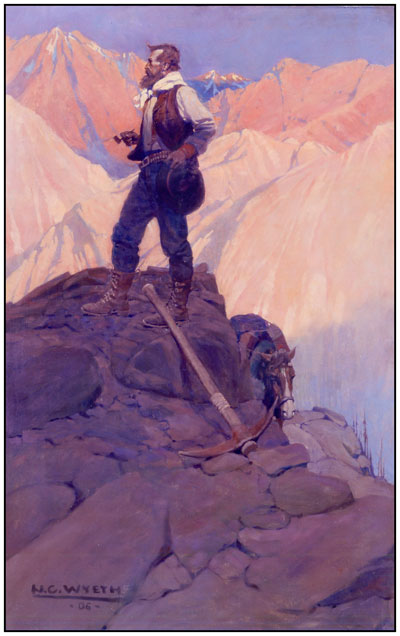
 اکتشافات معدنی  
اکتشافات معدنی شامل روش‌های متعددی است که به‌منظور حل یک یا چند مشکل اکتشافی ابداع‌شده و توسعه‌یافته است. این روش‌ها شامل اکتشافات چکشی، اکتشافات ژئوشیمیایی، اکتشافات ژئوفیزیکی، دورسنجی و ... است. هر یک از این روش‌ها مزایا و معایبی دارد که با توجه به نوع اکتشافات، دقت اکتشاف، محدودیت‌های مکانی و زمانی، کسب حداکثر بازده با کمترین هزینه مورد استفاده قرار می‌گیرد.
در اولین مرحله اکتشاف زمین شناسان با بررسی نقشه های زمین شناسی؛مناطقی را که احتمال تشکیل ذخایر معدنی در آن وجود دارد شناسایی میکنند.